# Madulain
Madulain (, toponimo romancio e italiano; in tedesco Madulein, desueto, ufficiale fino al 1943, in italiano anche Madulene, desueto) è un comune svizzero di 206 abitanti del Canton Grigioni, nella regione Maloja.

## Geografia fisica
Madulain è situato in Alta Engadina, sulla sponda sinistra dell'Inn; dista 14 km da Sankt Moritz, 63 km da Tirano, 67 km da Coira e 139 km da Lugano. Il punto più elevato del comune è la cima del Piz Val Müra (3 162 m s.l.m.), che segna il confine con S-chanf e Zuoz.

## Storia
Madulain è menzionato per la prima volta nel 1137-1139 come Madulene. Il castello di Guardaval fu costruito su uno scosceso sperone roccioso che sovrasta il villaggio dal vescovo di Coira Volkard von Neuburg nel 1251; feudo della famiglia Planta dal 1377, la fortezza non fu mai abitata e venne abbandonata nel XV secolo Nel 1409 fu ceduto alla Lega Caddea per saldare alcuni debiti e non fu più centro amministrativo.

### Simboli
La composizione dello stemma rappresenta il complesso fortificato di Guardaval che dall'alto domina il paese.

## Monumenti e luoghi d'interesse
- Chiesa riformata, eretta nel 1510[2];
- Rovine del castello di Guardaval, eretto nel 1251[2][3].

## Società

### Evoluzione demografica
L'evoluzione demografica è riportata nella seguente tabella):
Abitanti censiti

### Lingue e dialetti
Le lingue ufficiali sono il tedesco e l'italiano. Le lingue romanze (romancio e italiano), prevalenti in passato, sono progressivamente arretrate fino a divenire minoritarie (romanci al 22% nel 2000).
| Lingue a Madulain | Lingue a Madulain | Lingue a Madulain | Lingue a Madulain | Lingue a Madulain | Lingue a Madulain | Lingue a Madulain |
| ----------------- | ----------------- | ----------------- | ----------------- | ----------------- | ----------------- | ----------------- |
| Lingue            | Censimento 1980   | Censimento 1980   | Censimento 1990   | Censimento 1990   | Censimento 2000   | Censimento 2000   |
| Lingue            | Abitanti          | Percentuale       | Abitanti          | Percentuale       | Abitanti          | Percentuale       |
| Tedesco           | 42                | 44,68 %           | 48                | 40,00 %           | 97                | 53,89 %           |
| Romancio          | 35                | 37,23 %           | 33                | 27,50 %           | 40                | 22 %              |
| Italiano          | 15                | 15,96 %           | 28                | 23,33 %           | 31                | 17,22 %           |
| Totale            | 94                | 100 %             | 120               | 100 %             | 180               | 100 %             |

## Economia

### Turismo
- Il comune offre un vasto parco per la camminata nordica, i cui percorsi di inverno si trasformano in tracciati per lo sci alpinismo e le ciaspole; la località è punto di partenza per sentieri escursionistici: il più panoramico si trova a 2 600 m e porta alla baita Es-cha (2 594 m), situata su una balconata naturale ai piedi del Pizzo Kesch[senza fonte].

## Infrastrutture e trasporti

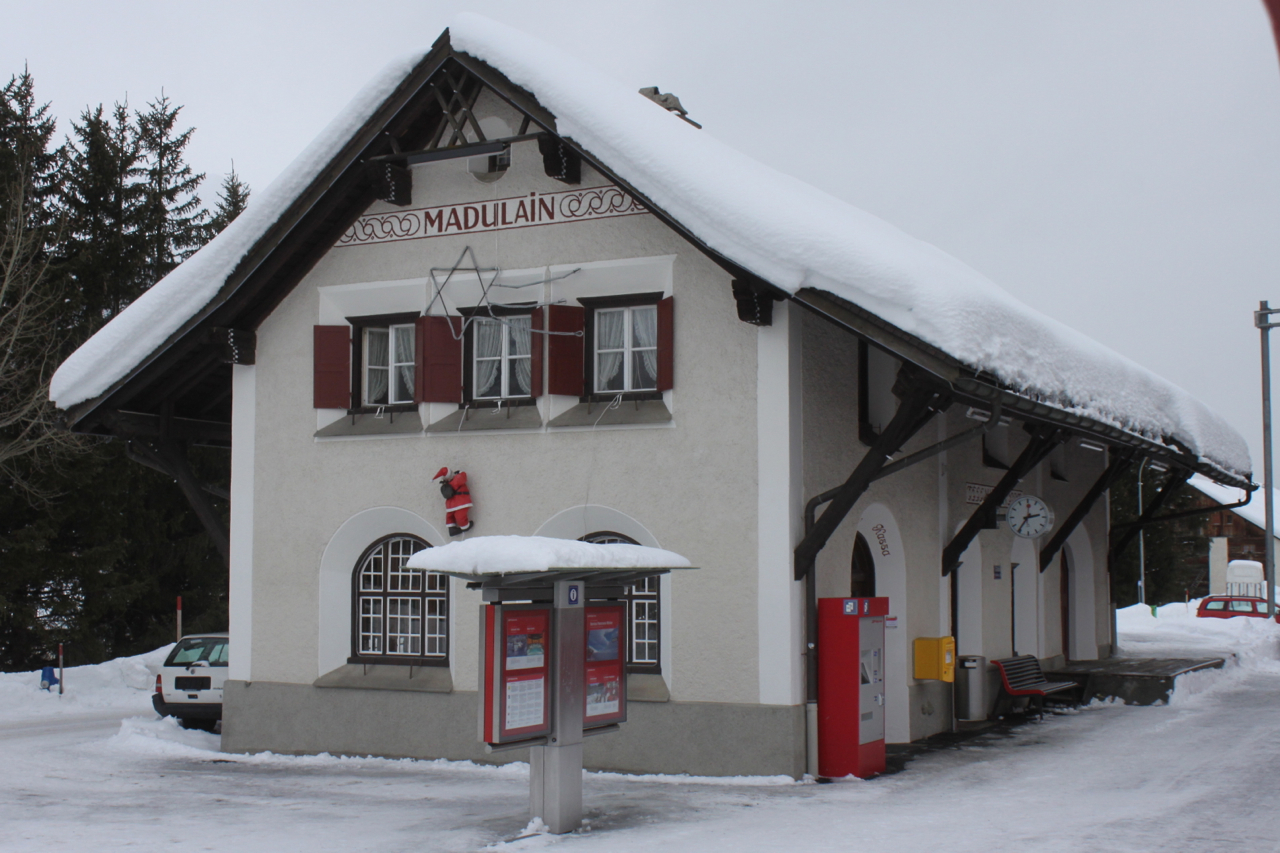
La stazione di Madulain

È servito dalla stazione ferroviaria omonima della Ferrovia Retica, sulla linea del Bernina.